# Cerrito (Brazília)
Cerrito egy község (município) Brazíliában, Rio Grande do Sul államban. 2022-ben népességét 5808 főre becsülték.

## Története
Afrikai, német és olasz bevándorlók alapították. A régi település magas helyen, dombok között volt, erre utal a név is (cerrito = hegyecske). Nagy léptekkel fejlődött, így már 1848-ban önálló községgé akarták alakítani, azonban ez végül nem történt meg. Később hanyatlani kezdett, lakói elhagyták, és alacsonyabb vidékre, a Piratini bal partján fekvő Manuel José Gomes-birtokra költöztek. A folyó jobb partján ugyanekkor egy Santa Cruz (mai nevén Pedro Osório) nevű település kezdett kialakulni, amelynek Cerrito később kerülete lett. 1995-ben függetlenedett Pedro Osóriotól és 1997-ben önálló községgé alakult.

## Leírása
Székhelye Cerrito, további kerületei Alto Alegre és Vila Freire. Kis vidéki birtokokból álló agrárközség, fő terményei a kukorica, szója, őszibarack, rizs, tejelő szarvasmarha, baromfi. Az ipart illetően megemlíthető a téglagyártás.